# Буката (местный совет)
Буката или Бокаата (ивр. בוקעאתא‎, араб. بقعاثا‎) — местный совет в северном округе Израиля. Его площадь составляет 19 628 дунамов. Одна из четырёх друзских деревень, занятых Израилем у Сирии в ходе Шестидневной войны. Её жители могут получить израильские паспорта согласно закону о Голанах, но большинство сохраняют сирийские. Деревня была основана в 1886 году семьями из Мадждаль-Шамс и дважды разрушалась — в 1888 году (местный конфликт) и в 1925, во время большого друзского восстания. Деревня расположена между горами Варда и Хермонит.
Экономика основана на выращивании винограда и яблок, также многие жители работают в соседних городах.

## Население
По данным Центрального статистического бюро Израиля, население на начало 2020 года составляло 6 610 человек.
Ежегодный прирост населения — 1,9 %.
50,7 % учеников получают аттестат зрелости.
Средняя зарплата на 2007 год — 3 697 шекелей.